# Mikrofon

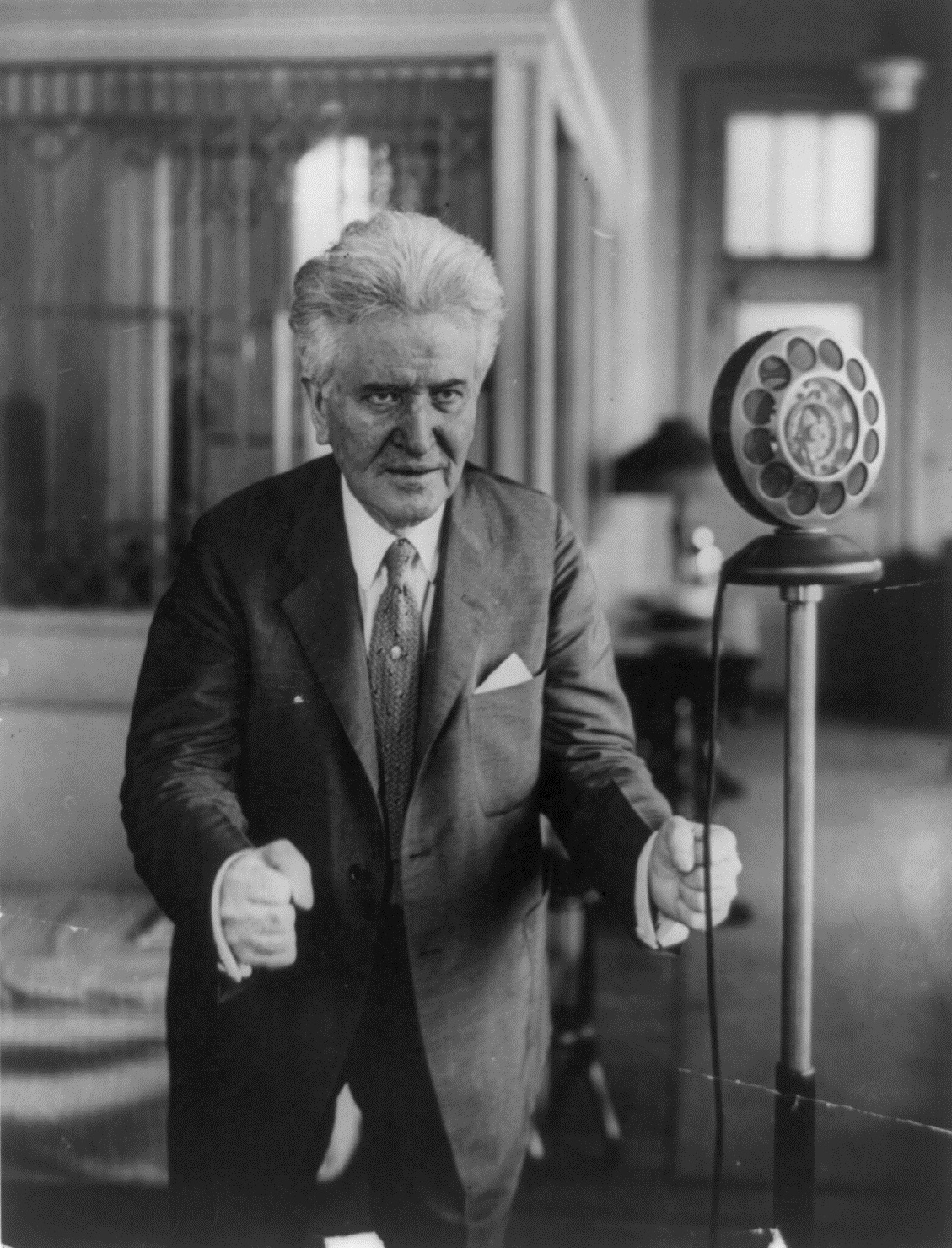
Starší mikrofon; na obrázku je americký politik La Folette, cca 1923

Mikrofon je zařízení pro přeměnu akustického (zvukového) signálu na signál elektrický.
První mikrofon vynalezl tvůrce gramofonové desky a gramofonu Emile Berliner 4. března 1877.

## Principy mikrofonů

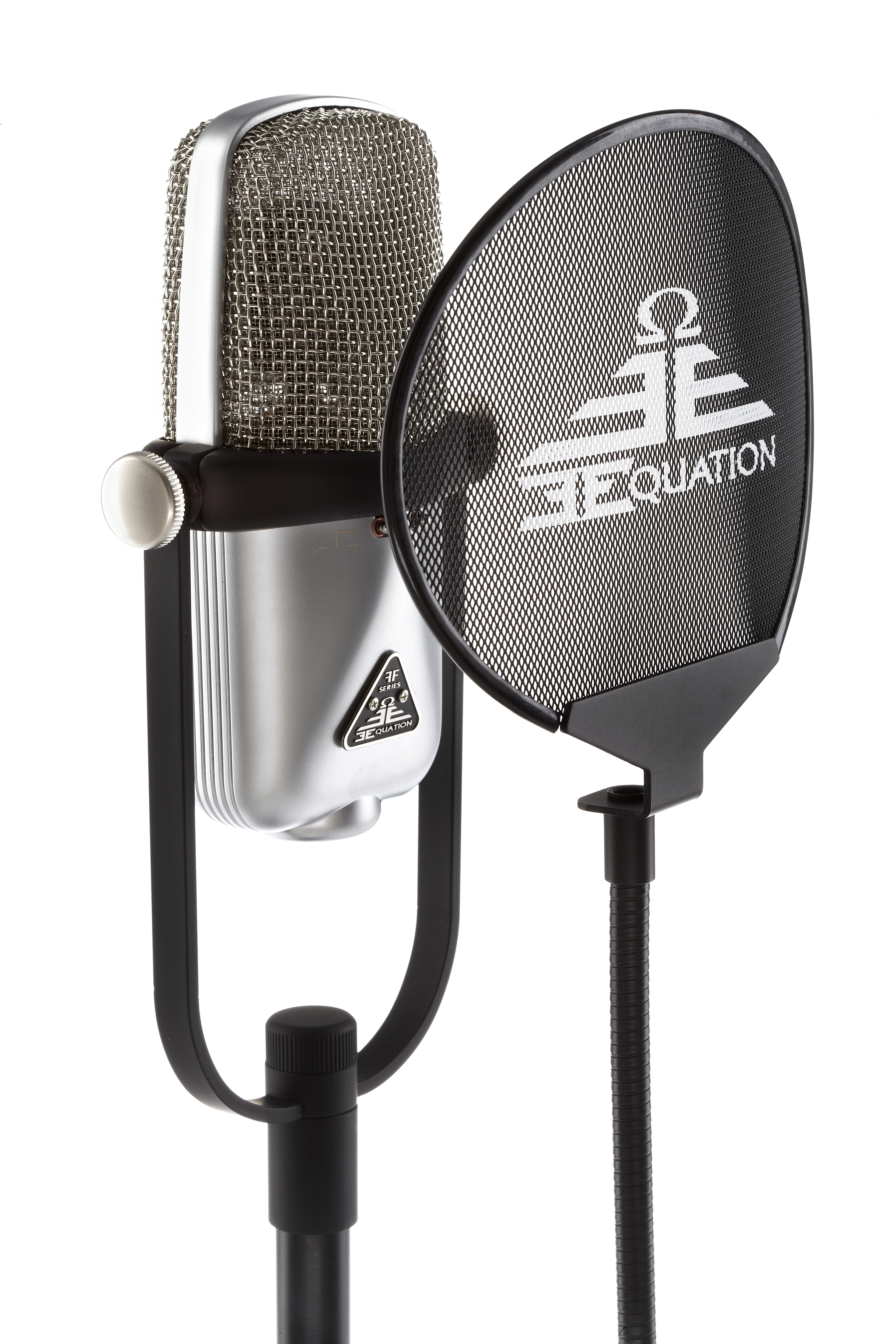
Kondenzátorový mikrofon Equation Audio s pop filtrem

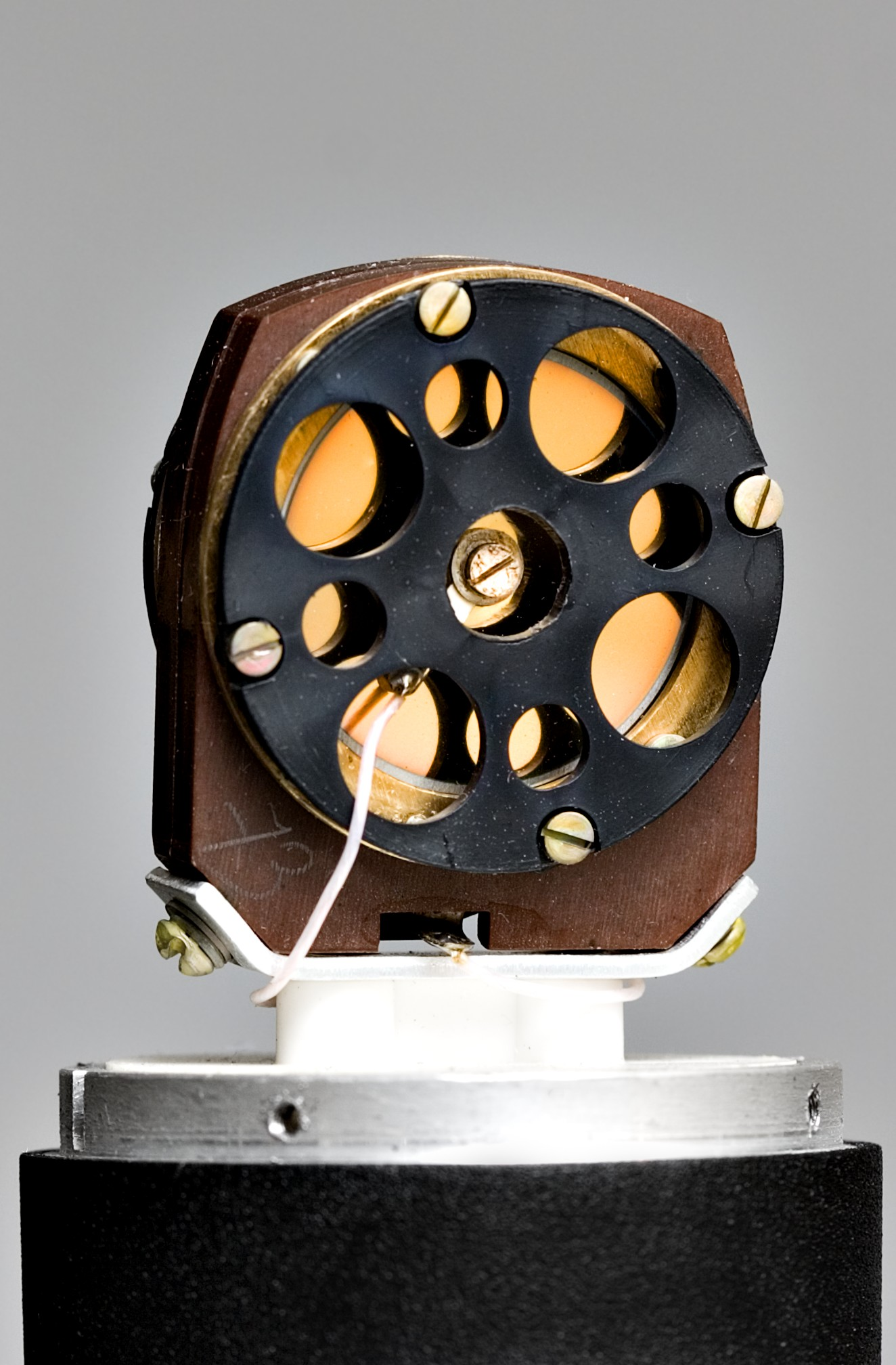
Kondenzátorový mikrofon bez krytu

### Kondenzátorový mikrofon
Kondenzátorový mikrofon vynalezl Ph.D. Edward C. Wente (C. = Christopher) z Western Electric Engineering Department (předchůdce Bell Telephone Laboratories). Patentovou přihlášku (Telephone transmitter) podal 16. března 1916 pod číslem 187,978; patent získal 16. března 1920.
Kondenzátorový mikrofon pracuje tak, že akustické kmity rozechvívají membránu, která je jednou z elektrod kondenzátoru, připojeného do elektrického obvodu. V rytmu změny polohy membrány se mění kapacita kondenzátoru. Tato změna se převádí na elektrický signál buď tak, že je vlastní mikrofonní vložka napájena z velmi měkkého zdroje polarizačního napětí a napětí na ní je snímáno předzesilovačem s velkou vstupní impedancí, nebo je kapacita vložky použita jako součást vysokofrekvenčního oscilátoru, rozlaďovaného změnou kapacity, a v následujících obvodech je demodulován nízkofrekvenční signál.
Kondenzátorové mikrofony obou provedení vyžadují napájení. Při vhodné konstrukci mikrofonní vložky je možné polarizačním napětím měnit směrové charakteristiky mikrofonu, což umožňují některé studiové mikrofony.
Kondenzátorové mikrofony jsou pokládány za nejkvalitnější a používají se často k profesionálnímu záznamu. Také se vyrábějí pro měřicí účely.

### Elektretový mikrofon
Elektretový mikrofon je typem kondenzátorového mikrofonu, u něhož je elektrické pole, nezbytné pro funkci, vytvářeno elektretem, tedy nevodivou hmotou, která je permanentně elektricky nabitá (srovnej s „permanentním magnetem“). V rytmu pohybu membrány se opět mění kapacita kondenzátoru, a tím napětí mezi deskami. Změny napětí musejí být zpracovávány předzesilovačem s vysokou vstupní impedancí (zpr. s tranzistory FET), který je proto součástí mikrofonu. Elektretové mikrofony vyžadují napájení pro vestavěný předzesilovač. Vyrábějí se jak pro nejnáročnější profesionální účely (např. měření), tak pro nenáročné aplikace – v počítačích, v telefonech, diktafonech apod. Poměrně jednoduchá konstrukce umožňuje snadno miniaturizovat rozměry. Citlivost na 1 kHz nebo napětí je 1–10 mV/Pa.

### Dynamický mikrofon (též membránový mikrofon)

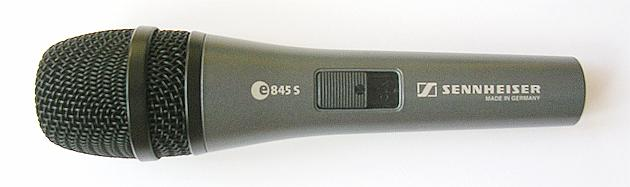
Dynamický mikrofon

Membrána pohybuje cívkou v magnetickém poli, vytvořeném permanentním magnetem, čímž je vytvářen elektrický proud (viz Zákon elektromagnetické indukce). Dynamické mikrofony jsou méně citlivé než kondenzátorové mikrofony, lépe proto zpracují například hlasitý zpěv při živých vystoupeních, ozvučení veřejných shromáždění apod. Bývají poměrně odolné proti mechanickému poškození. Nevyžadují napájení. Citlivost na 1 kHz nebo napětí je u dynamického středoohmového 3–5 mV/Pa a u dynamického vysokoohmového 10 mV/Pa.

### Páskový mikrofon

Páskový mikrofon

Zvláštním případem dynamického mikrofonu je mikrofon páskový. Membránou je kovový pásek, nejčastěji proužek tenké hliníkové fólie, umístěný v magnetickém poli. Konstrukce je velmi jednoduchá. Vzhledem k mechanické konstrukci je náchylný k mechanickému poškození, a proto je používán výhradně ve studiových podmínkách. Vzhledem k velmi malému napětí bývá obvykle vybaven převodním transformátorem. Citlivost na 1 kHz nebo napětí je 0,1 mV/Pa.

### Uhlíkový mikrofon

Uhlíkový mikrofon

Uhlíkový mikrofon se hojně využíval do 30.–40. let 20. století, v telefonech až do 80. let 20. století. Membrána stlačuje uhlíková zrnka, čímž mění jejich odpor. Mikrofon umožňuje přímo modulovat procházející signál, čehož se využívalo na počátku 20. století, kdy ještě nebyly k dispozici zesilovací prvky. V začátcích rozhlasového vysílání uhlíkovými mikrofony přímo procházel signál vysílače s vysokým výkonem, mikrofony proto vyžadovaly chlazení. Uhlíkové mikrofony jsou nekvalitní, při nežádoucím pohybu vydávají intenzivní chrastivé zvuky, a proto byly umísťovány do těžkých pouzder upevněných do soustavy pružin. Uhlíkové mikrofonní vložky se dlouhá léta používaly v telefonních přístrojích.

### Piezoelektrický mikrofon
Piezoelektrický mikrofon se používal převážně v 50. letech 20. století. Pracuje na principu piezoelektrického jevu: stlačováním či ohybem některých materiálů (solí některých minerálů) vzniká elektrické napětí. Tyto mikrofony však nikdy nebyly příliš kvalitní. Používaly se převážně v systémech veřejného ozvučení a i tam se od jejich užívání záhy upustilo s nástupem dynamického mikrofonu. Piezoelektrického jevu se však dlouhou dobu využívalo v zařízení podobném mikrofonu – gramofonové přenosce, přičemž se v levných výrobcích využívá doposud –, a dále v některých typech snímačů hudebních nástrojů nebo kontaktních snímačů chvění.

## Vlastnosti mikrofonů

### Směrové charakteristiky
V závislosti na velikosti a konstrukci pouzdra mikrofonu může tento přijímat zvuk z různých směrů v různé intenzitě. Konstruktéři mikrofony záměrně navrhují s různými charakteristikami v závislosti na předpokládaném použití. Směrová charakteristika je frekvenčně závislá – projevuje se zpravidla u vysokých tónů, zatímco hluboké zůstávají nepoznamenány.
- Všesměrová neboli omnidirekcionální neboli kulová charakteristika je taková, při které mikrofon přijímá zvuk stejně kvalitně ze všech stran. Je dosahována nejjednodušeji a je typická pro levné elektretové mikrofony, velké jen několik milimetrů.

- Kardioidní neboli ledvinová charakteristika potlačuje příjem zvuku „zezadu“ mikrofonu. Diagram připomíná Němcům a Čechům tvar ledviny (německé označení je Niere), Anglosasům srdce. Jde o typickou charakteristiku dynamických mikrofonů pro zpěváky, neboť potlačuje zpětnou vazbu.
- Superkardioidní charakteristika je více směrová než charakteristika kardioidní. Mikrofon přijímá zvuk částečně i zezadu.

- Hyperkardioidní (nikoliv hyperledvinová) charakteristika je ještě více směrová než charakteristika superkardioidní, příjem zvuku zezadu mikrofonu je větší.

- Osmičková neboli bidirekcionální charakteristika je taková, při které mikrofon přijímá zvuk pouze zepředu a zezadu, nikoliv však ze stran. Používá se především při některých metodách snímání stereofonního zvuku.

- Úzce směrová neboli shotgun charakteristika má výrazně oslaben příjem zvuku zezadu, čehož bývá z fyzikálních důvodů dosaženo za cenu délky mikrofonu až 1 metr. Používá se pro speciální aplikace (příjem pomocného zvuku při filmování). Úzce směrová charakteristika mikrofonu je dosahována za cenu zřetelného zhoršení frekvenční charakteristiky, nebo jen v části akustického spektra.

|        |            |                 |                 |           |              |
| Kulová | Kardioidní | Superkardioidní | Hyperkardioidní | Osmičková | Úzce směrová |

### Frekvenční charakteristiky

Kmitočtové charakteristiky mikrofonů, nahoře Oktava 319 (studiový), dole Shure SM58 (zpěvový)

Fyzikálním ideálem by byl mikrofon, který by akustický podnět přeměnil vždy na odpovídající elektrický signál bez ohledu na jeho frekvenci. Tak tomu však není a nejen proto, že by takový mikrofon byl mj. současně i barometrem. Dosažení vyrovnané charakteristiky alespoň ve slyšitelné oblasti vyžaduje nákladná opatření, např. velmi malé rozměry mikrofonu.
Z nedostatku se však časem stala ctnost a frekvenční nevyrovnanosti jednotlivých výrobků začaly být využívány tak, aby pomohly vyzdvihnout či potlačit některé charakteristické zvukové odstíny snímaných objektů. Např. všechny mikrofony kromě kulových pracují jako převodníky gradientu tlaku, s přibližováním ke zdroji signálu zesilují hluboké kmitočty – tzv. proximity efekt. Toho využívají někteří zpěváci k dosažení teplé barvy hlasu v některých pasážích zpěvu přibližováním a oddalováním mikrofonu.
Pro speciálnější účely se vyrábějí mikrofony s potlačenou částí kmitočtové charakteristiky (např. pro reportážní snímání řeči nebo pro komunikační zařízení v hlučném prostředí), v některých případech jsou vybaveny i přepínatelnými korekcemi přímo ve vlastním tělese mikrofonu, nebo mají zdůrazněnu určitou část spektra, a jsou určeny třeba ke snímání určitých hudebních nástrojů.

## Typy a modely mikrofonů

### Mikrofon určený na stojan
Držák nemá obecně žargónovité označení. Obvykle stačí pouze říct jeho název, aby si odborník vybavil, o jaký přístroj se jedná. Například evropští státníci minulí i současní nejčastěji využívají Sennheiser MD441. Gustáv Husák jich na sjezdech KSČ míval na stojáncích současně osm (bez ohledu na to, že byly vyráběny v NSR) a posměšně se jim říkalo „dýchací přístroj“; dnes jsou u řečnických pultů Parlamentu ČR pouze dva. Jde o dynamický mikrofon s ledvinovou charakteristikou a se zdvihem vysokých frekvencí, což zlepšuje srozumitelnost. Spíše nečekaně jej použila i skupina Sugababes ve videoklipu Round Round. Německý Neumann U47 s tlustým válcovitým tělem a rakouský AKG C12 jsou příklady mikrofonů, pokládaných za vrchol pro studiový záznam hlasu. Technickým vrcholem jsou však mikrofony s vyrovnanou frekvenční charakteristikou v celém slyšitelném pásmu od dánské firmy na laboratorní přístroje Brüel & Kjær, které začaly být prodávány zvukařům divizí této firmy DPA. Soukromá rádia používají pro moderátory, kteří zároveň obsluhují odbavovací zařízení, s oblibou americký dynamický kardioidní mikrofon Electrovoice RE20, do kterého lze mluvit zblízka, čímž se pro posluchače relativně zeslabí hluky ovládání zařízení a akustika vysílacího studia, aniž by se zdůrazňovaly basy a retnice.

### Klopák
„Klopák” je běžné české označení pro mikrofon velikosti cca 1 cm spojený se sponkou nebo magnetem, který se připevňuje na klopu saka. Jde ovšem o nesprávné umisťování, výrobci zpravidla udávají, že mikrofon má být níže a uprostřed (například na kravatě). Vyrábějí se z kondenzátorových (levnější z elektretových) mikrofonů. Standardní mezinárodní označení takového mikrofonu je lavalier. Nejznámějším klopákem využívaným bez rozdílu všemi českými a mnoha evropskými televizními stanicemi ve zpravodajských pořadech je německý Sennheiser MKE 40 s ledvinovou směrovou charakteristikou. Bývá používán zpravidla s černým nebo bílým protivětrným krytem, který mu dodává charakteristický válcový tvar. Pokud má být klopák použit neviditelným způsobem k zamikrofonování herců ve filmu nebo v televizi, je zpravidla používán japonský mikrofon Sanken Cos, dánský DPA 4061, nebo americký TRAM (pro své rozměry s kulovou směrovou charakteristikou). K takovým mikrofonům jsou přidávány různé kryty, obaly, držátka, tmely, lepicí pásky, oboustranně lepicí štítky a jiná vylepšení, kterými lze mikrofon pevně přilepit k oděvu nebo tělu, aniž by bylo slyšet šustění textilu.

### Další druhy mikrofonů

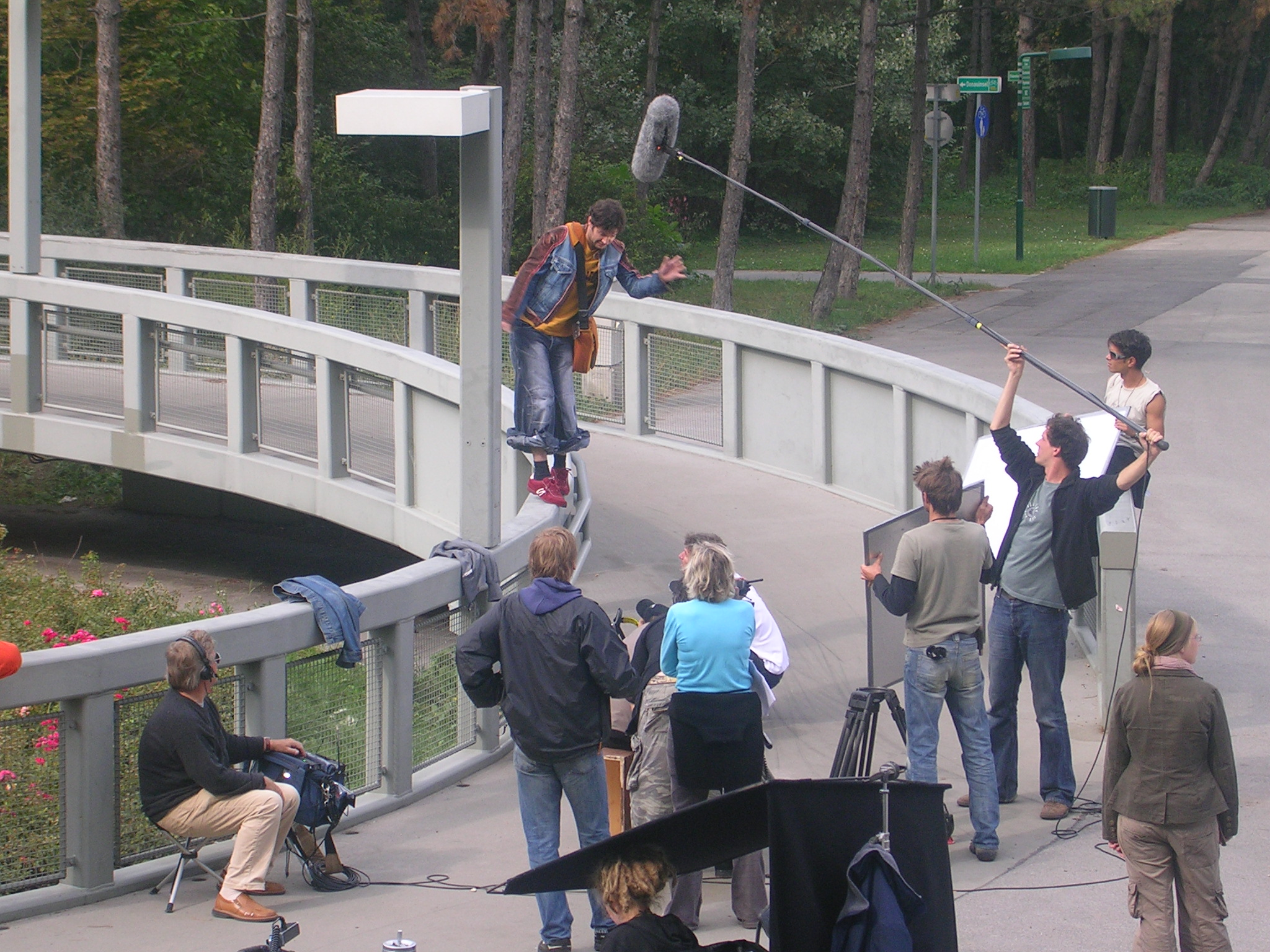
Mikrofon „puška“ včetně teleskopické tyče („tágo“) v akci.

- Handka je obecně mikrofon do ruky. Používají ho zpěváci, řečníci. Nejslavnějším modelem je americký mikrofon Shure SM58, určený pro zpěv. Bývají nejčastěji dynamické.

- Polopuška neboli short shotgun je mikrofon s hyperkardioidní charakteristikou. Tradičně se používá ke snímání zvuku při filmování. Např. Sennheiser MKH 416.

- Dlouhá puška neboli shotgun je mikrofon s úzce směrovou charakteristikou. Např. Sennheiser MKH 816.

- PZM neboli boundary mic – mikrofon je zapuštěn v destičce, která se položí na stůl nebo na podlahu. Původně vynalezeno pro snímání violoncella, někdy nevhodně využíváno pro snímání televizních diskusí.

- Laserový mikrofon – speciální využití laserového paprsku jako mikrofonu – používá se výhradně ke špionážním účelům.

## Příslušenství

### Ochrana proti větru
Naráží-li na membránu mikrofonu proud vzduchu (např. vítr, je-li mikrofon používán venku, ale stačí i proud vzduchu při vyslovování hlásek „p“, „t“, „b“, …), vznikají nepříjemné silné hluboké pazvuky, které zpravidla zcela znehodnotí sejmutý záznam. Mikrofon lze proto často umístit do dodatečného obalu, který za cenu zhoršení přenosu vysokých frekvencí soustředný proud vzduchu láme. Existuje více druhů ochran, přičemž základní jsou:
- koš (zřídka též pucka), angl. windjammer – několik centimetrů velký ovál nasazený na handku;
- cepelín (srov. s tvarem vzducholodi Zeppelin), angl. windshield – několik desítek centimetrů velký kryt pokrývající celý mikrofon.

V závislosti na ceně jsou kryty konstruovány z levných umělých hmot nebo z pravé kožešiny sibiřské lišky. Nejznámějším (nejdražším) výrobcem profesionálních krytů je firma Rycote. Velcí výrobci mikrofonů rovněž vyrábějí protivětrné kryty.

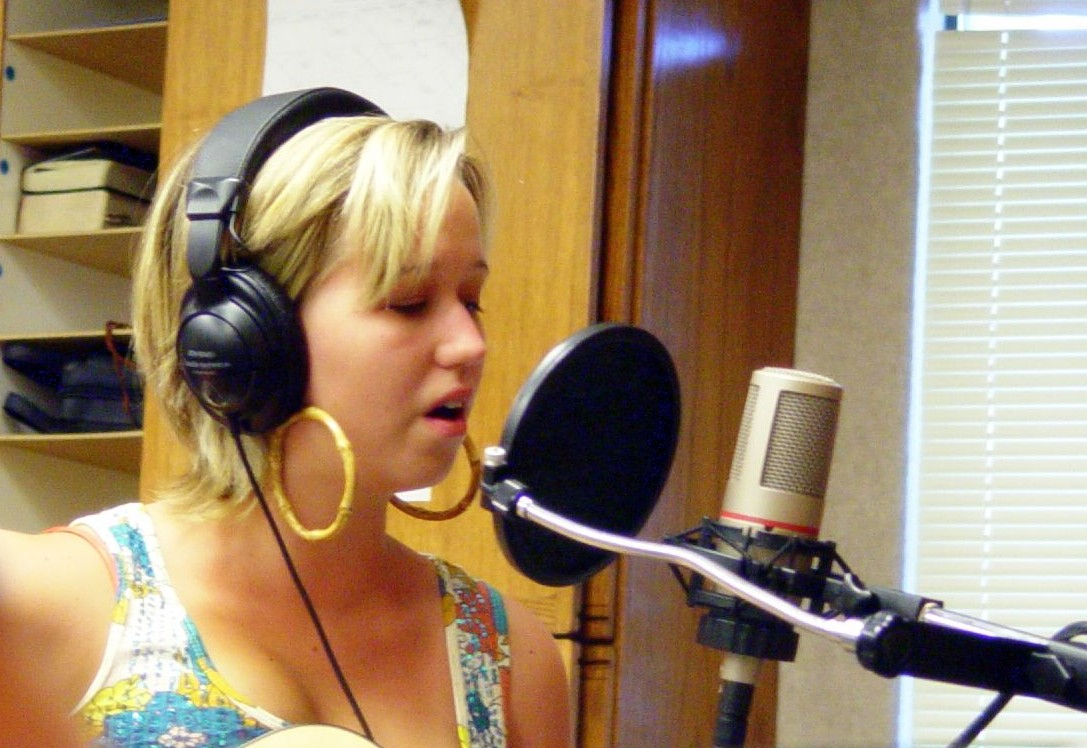
Zpěvačka zpívá na mikrofon s pop filtrem

### Pop filtr
Pro použití ve studiích se u některých mikrofonů používají takzvané POP filtry. Slouží k potlačení extrémních změn akustických tlaků při explozivních hláskách a slabikách („p“, „b“, „t“, „ř“, sykavky aj.), přičemž využívají principu rozptýlení akustické energie mimo hlavní směr šíření zvuku. Obvykle to jsou rámečky, na které je napnuta různá průzvučná tkanina, síťka a podobné materiály. Upevňují se různými držáky ke stojanům mikrofonů, nebo samostatně, mezi mikrofon a zpěváka či řečníka. Účelem je kromě odstranění problémů při snímání retnic i ochrana mikrofonu před dechem a ev. i slinami. Vlhko dechu některým mikrofonům značně škodí.

#### Proximity efekt
S proximity efektem se potýká většina mikrofonů s kardioidní charakteristikou. Efekt nastane, když se zdroj zvuku nachází příliš blízko u mikrofonu. To poté způsobuje intenzivnější zdůraznění nízkých frekvencí a následkem toho jsou i změny síly vzduchu při vyslovování explozivních hlásek zřetelnější.

#### Druhy pop filtrů
Nylonový pop filtr je pravděpodobně nejznámější. Je hojně využívaný jak nahrávacími studii, tak i začátečníky, a to z důvodu jeho vysoké dostupnosti a nízké ceny. Snadno se ale poškodí a občas může způsobovat omezení vysokých frekvencí signálu.
Kovový pop filtr se vyznačuje především jeho speciální strukturou. Drobné otvory zaobleného trojúhelníkového tvaru odvrací většinu vzduchu směrem dolů, a nechávají tak dobře projít zvukové signály. Nevyžadují zvláštní údržbu a jsou oblíbené zejména díky jejich atraktivnímu a kompaktnímu vzhledu. Často jsou však dražší a po určité době náchylné k ohnutí a produkci hvízdavého zvuku.
Další možností je vytvoření provizorního pop filtru s využitím obyčejné tužky (popřípadě stačí i dva prsty), která se umístí mezi ústa a mikrofon. Toto alternativní vytvoření překážky částečně zadrží plný náraz vzduchu před mikrofonem.

#### Rozdíl mezi pop filtrem a windscreenem
Tyto dva nástroje se často zaměňují a nerozlišují se. Přestože oba slouží ke stejnému účelu, tj. ke zredukování zkreslení zvuku mikrofonu při vyslovování explozivních hlásek či sykavek, liší se v několika věcech.
Pop filtr je plochou stranou v pravém úhlu postaven mezi zdroj zvuku a mikrofon ve vzdálenosti několika centimetrů. Materiál pokrývající pop filtr nechtěné přijímané změny tlaku vzduchu rozptyluje do okolí, a mění tak jejich směr dříve, než dospějí k membráně (anglicky diaphragm) mikrofonu. Napnutá látka je však natolik propustná, že nechá ostatní požadované zvukové vlny proniknout.
Windscreen (někdy také windshield) je nejčastěji vyroben z pěnového materiálu, jako je molitan. Používá se také i kožešina s dlouhými chlupy (mluvíme pak o windjammeru), a to zejména ve venkovním prostředí za nepříznivých podmínek, např. při silném větru. Windscreen je na rozdíl od pop filtru nasazen na hlavici mikrofonu a plně ji obepíná po celém jejím povrchu. Tímto způsobem pohlcuje nežádoucí tlakové vlny ještě předtím, než stačí dorazit k membráně mikrofonu, a zdeformovat tak výsledný zvuk. Kvůli silné vrstvě pěnového materiálu však často absorbuje vyšší frekvence signálu, a výsledný zvuk se tak může lišit od reálného. Tato změna však není příliš patrná.

### Upevnění
Pokud není mikrofon držen v ruce nebo není v provedení PZM, bývá zpravidla upevněn v držáku. Držák může být jako jednoduchá objímka, do které se tělo mikrofonu zasune, nebo odpružovací mechanismus, zvaný „pavouk“. Držák je spojen s některým z těchto zařízení:
- stojan („stativ“ je spíše slovo využívané fotografy)
- stojánek je malá destička nebo trojnožka s vyčnívajícím šroubkem pro položení na stůl. Na šroubek se posléze přišroubuje držák.
- husí krk (angl. gooseneck) – mikrofon je spojen s několik desítek centimetrů dlouhou tenkou pružnou trubkou, kterou lze zkroutit do téměř libovolné polohy. Druhý konec trubky je zpravidla zapuštěn do stolu. Využívá se v některých rádiích, v konferenčních místnostech, pro dorozumívací systémy, u řečnických stolů.
- tyčka (angl. boom) je několikametrová zpravidla teleskopická tyč vyrobená z lehkého moderního materiálu (např. kevlar]). Při filmování hraných filmů ji drží mikrofonista (také „asistent zvuku“) tak, aby snímala zvuk z úst herců, aniž by byla vidět v záběru kamery. Tyčce se také běžně přezdívá „tágo“ nebo „bambus“(kdysi se u nás totiž k těmto účelům užívalo bambusových tyčí).
- šibenice je tyčka upevněná na teleskopickém stojanu, obojím lze libovolně pohybovat zpravidla soustavou klik. Tato soustava může být spolu s židličkou na vozíčku. Používala se zejména v začátcích filmu a do poloviny 90. let 20. století v televizi při snímání delších scén (např. diskusních pořadů). Vzhledem k rozměrům a cenám je vytlačována používáním mikroportů.
- mikrofon může viset i od stropu místnosti na vhodném zařízení (tah, rošt), např. v divadle nad scénou
- různé typy úchytů pro klopové mikrofony byly zmíněny již výše

## Připojení mikrofonů

### Elektrické zapojení
Levnější mikrofony bývají zapojeny nesymetricky pomocí dvou vodičů z nichž jedním je veden signál a druhý slouží jako zemní vodič a stínění. Kvalitnější mikrofony používají symetrického zapojení. Signál je veden dvěma vodiči v protifázi, třetí vodič slouží jako stínění.

### Napájení
Jak již bylo uvedeno, některé typy mikrofonů vyžadují napájení. Existuje několik standardů, které jsou obecně podporovány výrobci zařízení, do kterých se mikrofony připojují (mixážní pult, videokamera, počítač atd. – dále „spotřebič“), takže při správné kombinaci mikrofonu a zařízení není potřeba k mikrofonu připojovat zvláštní napáječ, neboť zařízení samo funguje jako zdroj elektřiny.
- Tonaderspeisung (v češtině se nejčastěji používá německý název; označení jako AB napájení, T-power nebo paralelní napájení se příliš neuchytila) pokryto normou DIN 45595 – napájení 12 V je vedeno přímo (přes shodné odpory na obou pólech) symetrickým vedením. Mikrofon vytvoří střídavé napětí a to se vrací do spotřebiče, kde je stejnosměrné napájecí napětí filtrováno.

- Fantomové napájení (angl. Phantom Supply/Powering) norma Audio Engineering Society, DIN 45596 – mikrofon je spojen symetrickým vedením se spotřebičem pomocí konektoru XLR-3 (tzv. „Cannon“ podle původního výrobce). Mezi vývody 1,2 resp. mezi vývody 1,3 lze naměřit napětí 9, 12, 24, 48 (nejčastěji), 52 V. Mezi vývody 2,3 nelze naměřit nic. Signál se z mikrofonu vrací do spotřebiče právě po vodičích 2,3. Pokud je připojen mikrofon, který napájení nepotřebuje (např. dynamický), neděje se nic. Nesmí se ovšem připojit dynamický mikrofon nesymetrickým kabelem – v tom případě by fantomové napájení mohlo spálit vinutí cívky.

- Podle standardu PC99 je mikrofon připojený nesymetricky k počítači stereofonním 3,5mm (1/8") konektorem „jack“, přičemž na spodní části konektoru (sleeve) je zem, na kroužku (ring) je napájení +5 V pro mikrofonní předzesilovač, na špičce (tip) je signál z mikrofonu.